# Junjongan
Junjongan – miasto w Brunei, w dystrykcie Brunei-Muara.